# Nana (affluent de la Mambéré)
La Nana est un cours d’eau de l’ouest de la République centrafricaine, principal affluent de la Mambéré, elle traverse selon une direction nord-sud la préfecture de Nana-Mambéré. 

## Géographie
Elle prend sa source aux abords du massif de Yadé, à près de 1 200 m d’altitude, à proximité du village de Safan dans la commune de Niem-Yéléwa. Elle prend une orientation Nord-Sud,  son cours emprunte une vallée encaissée avant de rejoindre Béwiti. Elle rejoint la Mambéré en amont de Carnot, après un cours de 276 km.

## Affluents
- Le Modé
- Le Niouoy
- La Yolé
- La Paya